# Alessio Foconi
Alessio Foconi (Roma, 22 novembre 1989) è uno schermidore italiano, specializzato nel fioretto, campione mondiale di fioretto individuale nel 2018, campione del mondo militare nel 2017, campione europeo nel 2019, vincitore di tre edizioni della coppa del mondo di specialità (2018, 2019, 2021) e della prima edizione dei Giochi europei (2015), e quattro volte campione italiano (2013, 2017, 2023, 2024).
Fa parte del Centro Sportivo dell'Aeronautica Militare.

## Biografia
Alessio Foconi è nato a Roma, da un famiglia originaria di Terni, ed è nella città umbra che Alessio Foconi ha iniziato a tirare di scherma presso il Circolo della scherma di Terni, allenandosi dapprima sotto la guida del Maestro Giulio Tomassini e, in seguito, di Filippo Romagnoli.
Il 4 Agosto alle Olimpiadi di Parigi 2024 vince la medaglia d'Argento nella gara a squadre, in finale Giappone 45 - Italia 36, insieme agli altri Fiorettisti Guillaume Bianchi, Filippo Macchi e Tommaso Marini.

### Competizioni giovanili
Dopo varie partecipazioni a competizioni giovanili, vince la sua prima medaglia ai Campionati del mediterraneo di scherma del 2007, a Siracusa, perdendo in semifinale da Giorgio Avola ed aggiudicandosi il bronzo.
Nel 2008 è argento a squadre al Campionato mondiale giovanile di Acireale e bronzo - sempre a squadre - agli europei juniores di Amsterdam.
L'anno successivo consegue il bronzo individuale ai mondiali giovanili di Belfast e si laurea campione del mondo a squadre nella stessa rassegna.
Ha vinto l'argento individuale ai Campionati italiani giovani del 2008 e l'oro individuale nell'edizione 2009. Ha vinto due volte l'oro individuale nei campionati nazionali under 23 (nel 2009 e nel 2012) e una volta l'argento individuale (nel 2011).

### Coppa del mondo
Nel 2008 ottenne un risultato a sorpresa nella Coppa del mondo di scherma d Espinho, battendo Renal Ganeyev, Ruslan Nasibulin e Choi Byung-chul. Ottenne poi la medaglia di bronzo finale, battuto dal compagno di squadra, e campione olimpico, Simone Vanni.

### Universiadi
Ha fatto parte della delegazione nazionale alla XXVI Universiade tenutasi nel 2011 a Shenzen, in Cina: in quell'occasione, ha vinto l'argento nella prova del fioretto a squadre nel torneo di scherma svoltosi dal 13 al 18 agosto.
Nell'edizione successiva, svoltasi nel 2013 a Kazan', in Russia, ha vinto di nuovo l'argento nella prova del fioretto a squadre del torneo di scherma tenutosi dal 6 al 12 luglio.

### Campionati assoluti
Nei Campionati italiani assoluti ha vinto il bronzo individuale e l'oro a squadre nel 2010, l'oro a squadre nel 2011 (con l'11º posto nell'individuale), il bronzo individuale e l'oro a squadre nel 2012, l'oro individuale e il bronzo a squadre nel 2013.

### Giochi europei
Nel 2015 ha preso parte alla prima edizione dei Giochi europei, tenutasi a Baku, nella quale si è aggiudicato la medaglia d'oro nel concorso di fioretto individuale maschile vincendo contro il russo Timur Arslanov con il punteggio di 15-11, dopo aver battuto in semifinale il compagno di squadra Francesco Ingargiola per 15 a 14. Nella stessa manifestazione schermistica, ha vinto la medaglia d'argento nel concorso di fioretto a squadre. Vince nel 2017 il bronzo a squadre agli Europei di Scherma in Georgia.
Il 29 Giugno 2023 vince la medaglia d'Oro nel Fioretto a squadre ai Giochi Europei 2023 di Cracovia, in finale Italia 45 - Francia 39, insieme agli altri tre fiorettisti Daniele Garozzo, Tommaso Marini e Filippo Macchi.

### Campionati del mondo
All'edizione 2017 dei campionati mondiali, tenutasi a Lipsia, ha vinto la medaglia d'oro nella competizione del fioretto a squadre. All'edizione 2018 dei campionati del mondo, tenutisi a Wuxi, in Cina, vince la sua prima medaglia d'oro nel torneo di fioretto individuale, battendo per 15-8 in finale il britannico Richard Kruse, e si aggiudica nello stesso Mondiale anche l'oro del fioretto a squadre.

## Vita privata
Intrattiene una relazione sentimentale con l'attrice italiana Mariavittoria Cozzella.

## Palmarès

### Risultati élite
In carriera ha ottenuto i seguenti risultati:
Giochi olimpici
Individuale
A squadre
- Argento nel fioretto a Parigi 2024

Mondiali
Individuale
- Oro nel fioretto a Wuxi 2018

A squadre
- Oro nel fioretto a Lipsia 2017
- Oro nel fioretto a Wuxi 2018
- Oro nel fioretto a Il Cairo 2022
- Oro nel fioretto a Tbilisi 2025
- Bronzo nel fioretto a Budapest 2019

Mondiali militari
Individuale
- Oro nel fioretto ad Acireale 2017

A squadre
- Oro nel fioretto ad Acireale 2017

Giochi mondiali militari
Individuale
- Bronzo nel fioretto a Rio de Janeiro 2011
- Bronzo nel fioretto a Mungyeong 2015

A squadre
- Oro nel fioretto a Rio de Janeiro 2011
- Bronzo nel fioretto a Mungyeong 2015

Europei
Individuale
- Oro nel fioretto a Düsseldorf 2019
- Argento nel fioretto a Basilea 2024

A squadre
- Oro nel fioretto ad Adalia 2022
- Oro nel fioretto a Genova 2025
- Argento nel fioretto a Novi Sad 2018
- Bronzo nel fioretto a Tbilisi 2017
- Bronzo nel fioretto a Düsseldorf 2019
- Bronzo nel fioretto a Basilea 2024

Giochi europei
Individuale
- Oro nel fioretto a Baku 2015

A squadre
- Oro nel fioretto a Cracovia 2023
- Argento nel fioretto a Baku 2015

Coppa del Mondo
Individuale
- nella classifica generale del fioretto 2017-18
- nella classifica generale del fioretto 2018-19
- nella classifica generale del fioretto 2019-21[7].

A squadre
- nella classifica generale del fioretto 2021-22
- nella classifica generale del fioretto 2014-15
- nella classifica generale del fioretto 2016-17
- nella classifica generale del fioretto 2017-18
- nella classifica generale del fioretto 2018-19

Universiadi
Individuale
-
A squadre
- Argento nel fioretto a Shenzen 2011
- Argento nel fioretto a Kazan 2013

Campionati italiani assoluti
Individuale
- Oro nel fioretto a Trieste 2013
- Oro nel fioretto a Gorizia 2017
- Oro nel fioretto a La Spezia 2023
- Oro nel fioretto a Cagliari 2024
- Argento nel fioretto a Palermo 2019
- Bronzo nel fioretto a Siracusa 2010
- Bronzo nel fioretto a Bologna 2012
- Bronzo nel fioretto a Acireale 2014

A squadre
- Oro nel fioretto a Siracusa 2010
- Oro nel fioretto a Livorno 2011
- Oro nel fioretto a Bologna 2012
- Oro nel fioretto a Torino 2015
- Oro nel fioretto a Gorizia 2017
- Argento nel fioretto a Roma 2016
- Argento nel fioretto a Milano 2018
- Argento nel fioretto a Piacenza 2025
- Bronzo nel fioretto a Trieste 2013
- Bronzo nel fioretto a Acireale 2014
- Bronzo nel fioretto a Cassino 2021
- Bronzo nel fioretto a La Spezia 2023

### Risultati giovani
Mondiali giovanili
Individuale
- Bronzo nel fioretto a Belfast 2009

A squadre
- Oro nel fioretto a Belfast 2009
- Argento nel fioretto ad Acireale 2008

Europei under-23
Individuale
- Argento nel fioretto a Danzica 2010
- Bronzo nel fioretto a Kazan' 2011

A squadre
- Oro nel fioretto a Kazan' 2011

Europei giovani
Individuale
A squadre
- Bronzo nel fioretto ad Amsterdam 2008

Campionati del mediterraneo
Individuale
- Bronzo nel fioretto a Siracusa 2007

A squadre